# Joel Weisman
Joel Weisman (* 20. Februar 1943 in Newark, New Jersey; † 18. Juli 2009 in Westwood, Los Angeles) war Arzt für Innere Medizin und AIDS-Forscher.

## Leben
Weisman graduierte 1970 am damaligen Kansas City College of Osteopathy, der heutigen Kansas City University of Medicine and Biosciences.

## Veröffentlichungen
Zusammen mit Michael S. Gottlieb vom UCLA Medical Center berichtete Joel Weismann im Morbidity and Mortality Weekly Report (MMWR) der US-amerikanischen Gesundheitsbehörde Centers for Disease Control and Prevention in einer Veröffentlichung vom 4. Juni 1981 über eine Häufung einer seltenen Lungenentzündung, hervorgerufen durch einen ansonsten harmlosen Keim. Diese Veröffentlichung gilt als erste Erwähnung der damals noch unbekannten Immunschwächekrankheit AIDS. Eine erweiterte Veröffentlichung erschien im Dezember 1981 im New England Journal of Medicine. Dass AIDS durch ein Virus verursacht wird, war damals unbekannt.

## Wirken
Seit 1983 beteiligte sich Weisman am Aufbau des Aids Project Los Angeles (APLA). In der von Gottlieb und Mathilde Krim mitgegründeten Stiftung The American Foundation for AIDS Research (amfAR) arbeitete Weisman im Board of Directors mit, von 1988 bis 1992 als Vorsitzender. Zusammen mit weiteren Ärzten behandelte Weisman in der Pacific Oaks Medical Group Patienten mit HIV oder AIDS. In seinem Freundeskreis verlor Weisman u. a. auch seinen Lebensgefährten Timothy Bogue durch die Krankheit.
Seine Rede auf dem Commitment to Life V-Event gilt als Beginn einer nationalen Anstrengung zur Bekämpfung von AIDS durch die Regierung der USA. Am Sherman Oaks Community Hospital baute Weisman die erste Krankenstation, die Immune Suppressed Unit für AIDS-Kranke in den USA auf.
Weisman starb 2009 nach langer Krankheit an einem Herzleiden in Westwood, Los Angeles. Er hinterlässt Lebensgefährten, Tochter und Enkeltochter.

## Ehrungen
- Zusammen mit Bette Midler, Sidney Sheinberg und Barry Krost erhielt Weisman 1991 die Commitment to Life-Auszeichnung auf dem Commitment to Life V-Event.